# Castelmuzio
Castelmuzio ist ein Ortsteil (Fraktion, italienisch frazione) der Gemeinde Trequanda in der Provinz Siena, Region Toskana in Italien.

## Geografie
Der Ort liegt im Val d’Orcia ca. 6 km südlich des Hauptortes Trequanda, ca. 7 km nördlich von Pienza und ca. 33 km südöstlich der Provinzhauptstadt Siena. Der Ort Montisi, ein Ortsteil von San Giovanni d’Asso, liegt ca. 2 km nördlich, Petroio, ebenfalls Ortsteil von Trequanda, ca. 2,5 km östlich. Der Ort liegt bei 443 m s.l.m. und hat ca. 260 Einwohner. Wenige hundert Meter südlich des Ortes fließt der Torrente Trove, einem Nebenfluss des Asso (Flusssystem Ombrone).

## Geschichte
Erstmals erwähnt wird der Ort als Casale Mustia im 9. Jahrhundert in einem Dokument des Klosters San Salvatore di Monte Amiata. Im Jahr 1213 gab es schon das Kastell, das der Familie Cacciaconti della Scialenga gehörte. Ab 1270 übernahm die Republik Siena die Herrschaft über dem Ort und unterstellte sie 1354 dem Hospital Santa Maria della Scala. Das Kastell wurde 1470 von Andrea Piccolomini erworben. Nach der seneser Niederlage gegen Florenz 1555 wurde der Ort Teil des Großherzogtum Toskana.

## Sehenswürdigkeiten

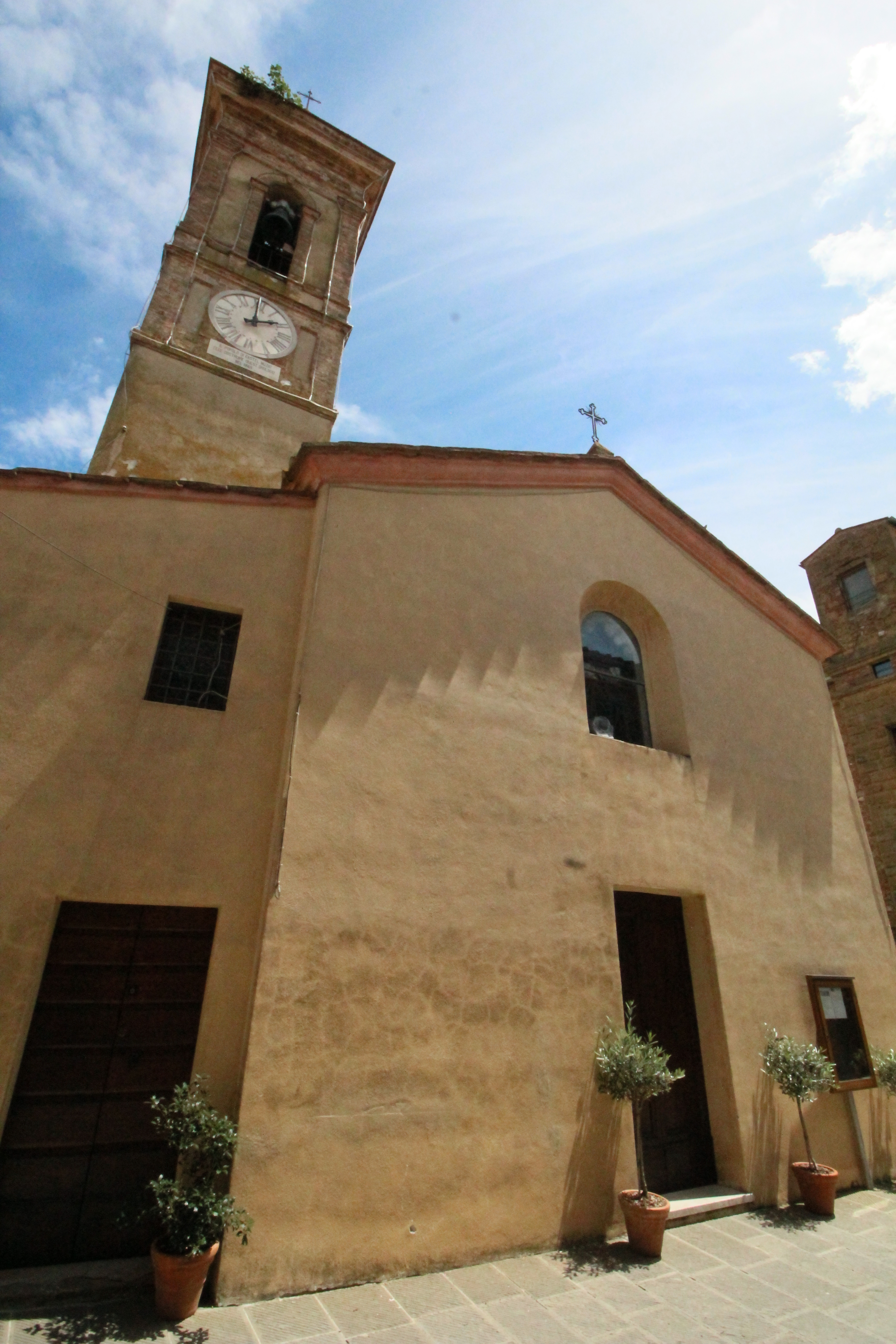
Die Kirche Santa Maria Assunta

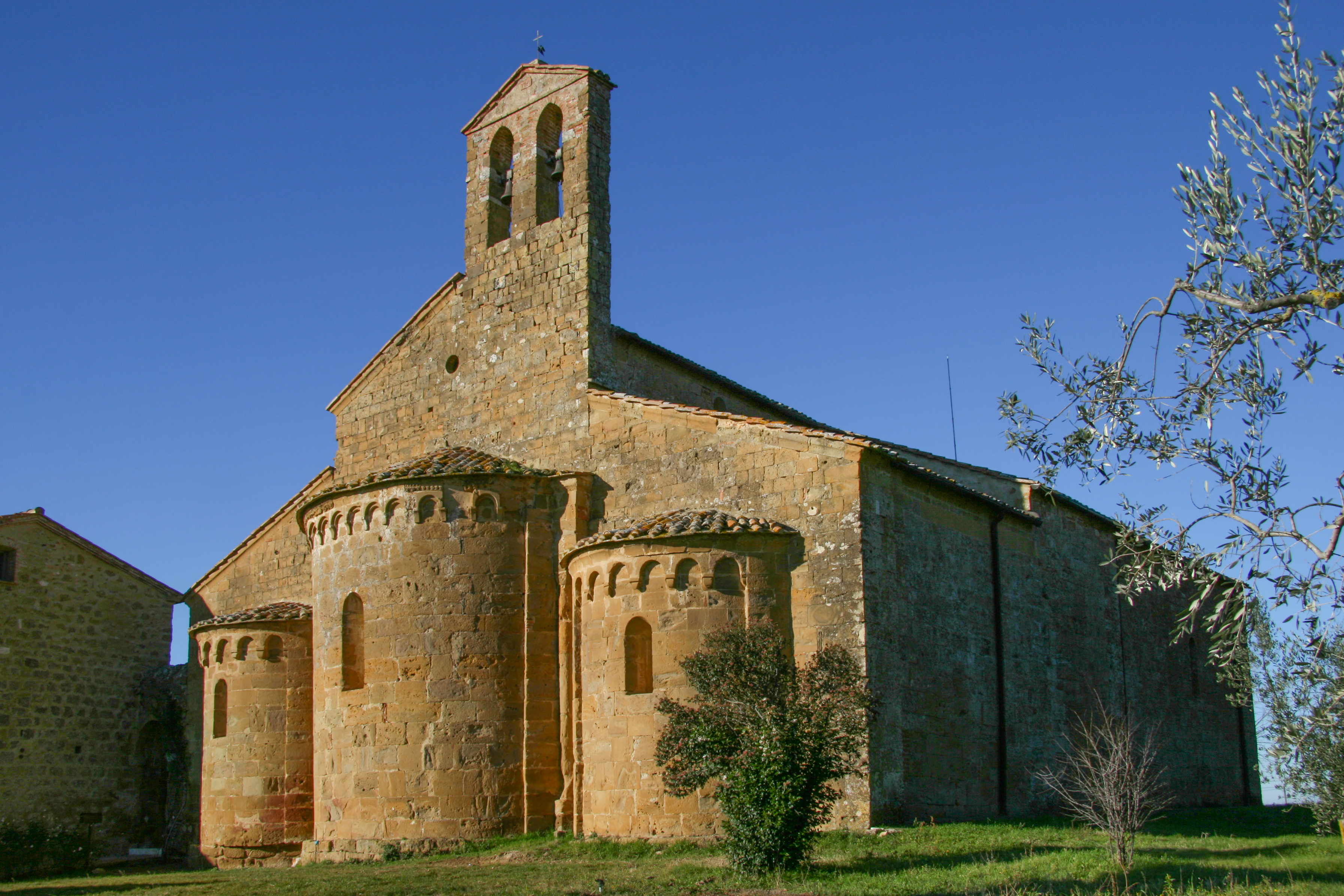
Die Apsis der Pieve di Santo Stefano a Cennano

- Chiesa di Santa Maria Assunta, Kirche im Ortskern. Gehört zum Bistum Montepulciano-Chiusi-Pienza. War zunächst dem San Giusto geweiht und erhielt den heutigen Namen im 16. Jahrhundert. Der Glockenturm entstand ebenfalls im 16. Jahrhundert. Wurde im 19. Jahrhundert restauriert.[4]
- Oratorio della Confraternita della Santissima Trinità e di San Bernardino, im 17. Jahrhundert entstandenes Oratorium.[4]
- Pieve di Santo Stefano a Cennano, Pieve kurz außerhalb des Ortskerns.[4]
- Museo d’arte sacra della Confraternita, Museum nahe dem Oratorio della Confraternita della Santissima Trinità e di San Bernardino. Entstand 1973 und enthält die Werke, die unter anderem aus dem Umfeld von Domenico Beccafumi, Domenico Manetti, Pietro di Francesco Orioli, Giovanni di Paolo und Sano di Pietro stammen.[4]